# Bergtjärnen (Degerfors socken, Västerbotten, 717320-166303)
Bergtjärnen är en sjö i Vindelns kommun i Västerbotten och ingår i Umeälvens huvudavrinningsområde. Sjön har en area på 0,0734 kvadratkilometer och ligger 350 meter över havet.

## Delavrinningsområde
Bergtjärnen ingår i det delavrinningsområde (717067-166162) som SMHI kallar för Utloppet av Maltträsket. Medelhöjden är 262 meter över havet och ytan är 13,44 kvadratkilometer. Räknas de 10 avrinningsområdena uppströms in blir den ackumulerade arean 77,49 kvadratkilometer. Maltan som avvattnar avrinningsområdet har biflödesordning 3, vilket innebär att vattnet flödar genom totalt 3 vattendrag innan det når havet efter 147 kilometer. Avrinningsområdet består mestadels av skog (60 procent). Avrinningsområdet har 2,83 kvadratkilometer vattenytor vilket ger det en sjöprocent på 21 procent.